# Bigelbach
Bigelbach (Luxemburgs: Bigelbaach) is een plaats in de gemeente Reisdorf en het kanton Diekirch in Luxemburg.

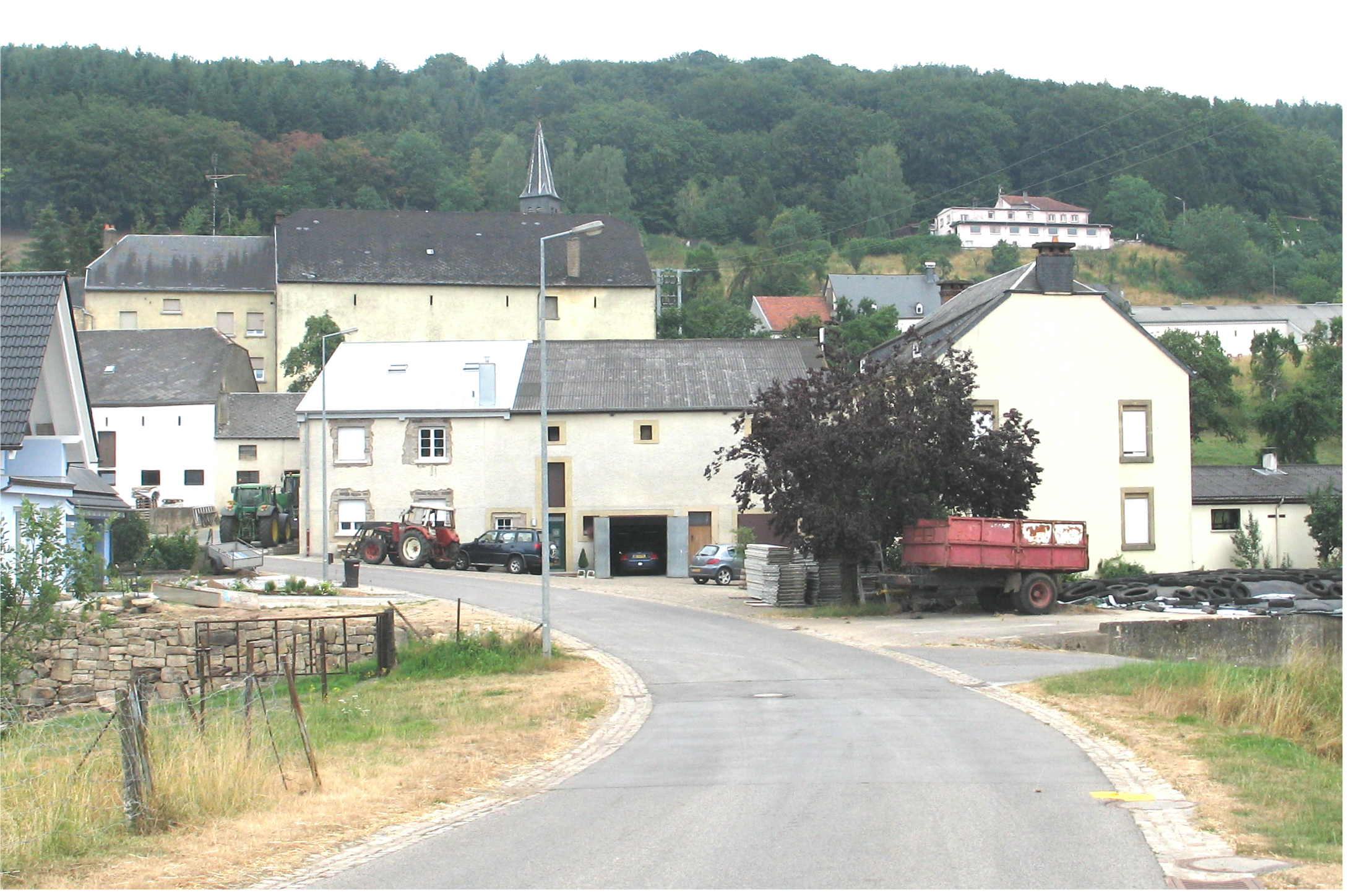
Bigelbach

Bigelbach telt 111 inwoners (2022).
Beforterheide · Bigelbach · Goberhof · Hoesdorf · Reisdorf · Wallendorf-Pont

Luxemburgse gemeenten · Kanton Diekirch · Luxemburg